# Loukás Fourlás
Loukás Fourlás (grec moderne : Λουκάς Φουρλάς), né le 21 août 1969 à Limassol, est un homme politique chypriote, membre du Rassemblement démocrate (DISY). Il est député européen depuis 2019.

## Biographie
Loukás Fourlás étudie l'économie et les sciences politiques à l'université Aristote de Thessalonique. Il travaille ensuite comme journaliste et présentateur de télévision.
Le 26 mai 2019, il est élu au Parlement européen, où il siège au sein du groupe du Parti populaire européen. Il est réélu le 9 juin 2024.